# Рекорд (Буда-Кошелёвский район)
Рекорд (бел. Рэкорд) — посёлок в Морозовичском сельсовете Буда-Кошелёвского района Гомельской области Белоруссии.
На севере граничит с лесом.

## География

### Расположение
В 3 км на юго-восток от районного центра и железнодорожной станции Буда-Кошелёвская (на линии Жлобин — Гомель).

## Транспортная сеть
Рядом автодорога Буда-Кошелёво — Уваровичи. Планировка состоит из короткой прямолинейной улицы, ориентированной с юго-запада на северо-восток и застроенной деревянными домами усадебного типа.

## История
Основан в 1920-х годах переселенцами с соседних деревень на бывших помещичьих землях. В 1929 году жители посёлка вступили в колхоз. В 1959 году в составе совхоза «Морозовичи» (центр — деревня Морозовичи).

## Население

### Численность
- 2004 год — 58 хозяйств, 113 жителей.

### Динамика
- 1959 год — 184 жителя (согласно переписи).
- 2004 год — 58 хозяйств, 113 жителей.